# 张津京
张津京（1977年11月1日—），北京人，中国男子体操运动员。他曾获得1996年夏季奥运会体操比赛男子团体全能银牌。他也在1997年世界竞技体操锦标赛上获得男子团体全能金牌和男子双杠金牌。